# Hannes Dotzler
Hannes Dotzler (* 25. Februar 1990) ist ein ehemaliger deutscher Skilangläufer.

## Werdegang
Hannes Dotzler kam bereits im Alter von vier Jahren über seine Eltern zum Ski-Langlauf. Nach seiner Mittleren Reife am Skigymnasium Oberstdorf begann er bei der Bundespolizeisportschule in Bad Endorf seine Ausbildung zum Bundespolizisten.
Seinen ersten Erfolg errang Dotzler bei den Juniorenweltmeisterschaften 2009 in Praz-de-Lys-Sommand. Dort konnte er nach einem zwölften Platz im 10-km-Freistil und einem fünften in der Verfolgung in der Staffel mit Silber seine erste WM-Medaille erringen. Im darauffolgenden Jahr verpasste er zwar erneut eine Einzelmedaille, konnte aber den Staffelerfolg mit einem dritten Platz wiederholen. Nach diesen Ergebnissen wurde Dotzler erstmals im Weltcup eingesetzt, wo er mehrere Male unter die besten 30 kam. Bei den Juniorenweltmeisterschaften 2010 lief Dotzler mit der Staffel erneut zu Bronze. 2012 kamen seine ersten Einzelmedaillen hinzu, die er in der Doppelverfolgung und den 15-km-klassisch gewann. Auf nationaler Ebene wurde Dotzler 2012 im Sprint und im Teamsprint deutscher Meister. Seine besten Platzierungen im Weltcup errang er 2012 und 2013 mit zwei sechsten Plätzen – beidesmal im 15-km-Massenstart.
Dotzler nahm auch bei den Nordischen Skiweltmeisterschaften 2013 in Val di Fiemme teil. Dort konnte er vor allem durch seinen Auftritt als Startläufer im Staffelrennen, wo er als Führender übergeben konnte, und seinen siebten Platz im 50-km-Massenstart überzeugen, welches zugleich die beste Platzierung der deutschen Langlaufmänner in einem Einzelrennen war.
In der Saison 2013/14 erreichte Dotzler am 1. Januar 2014 mit dem zweiten Rang beim 15-km-Massenstartrennen in Lenzerheide im Rahmen der Tour de Ski erstmals eine Podestplatzierung im Weltcup. In der Gesamtwertung der Tour belegte er als bester Deutscher den 13. Platz. Bei den Olympischen Spielen 2014 in Sotschi erreichte er im Skiathlon als bester deutscher Starter ebenfalls den 12. Rang. Über 15 km im klassischen Stil belegte er den elften Platz. Im Teamsprint verpasste er wegen eines Sturzes seines Partners Tim Tscharnke kurz vor dem Ziel eine sichere Medaille. Bei den deutschen Skilanglaufmeisterschaften 2017 in Oberwiesenthal wurde er Dritter über 50 km Freistil.
Aufgrund einer Viruserkrankung musste Dotzler immer wieder längere Pausen einlegen. Im November 2017 gab er seinen Rücktritt berkannt.
Hannes Dotzler startete für den SC Sonthofen.

## Privates
Hannes Dotzler ist der Sohn von Stefan Dotzler, der 1984 und 1988 ebenfalls im Skilanglauf an Olympischen Winterspielen teilnahm.